# Шаитли (село)
Шаитли (цез. Эшикьо) — село в Цунтинском районе Республики Дагестан. Входит в состав Шаитлинского сельсовета.

## География
Село находится на берегу одноимённой реки, находится на расстоянии 9 км к северо-востоку от села Цунта, административного центра района, и 144 км к юго-западу от города Махачкала, столицы республики. Абсолютная высота — 1854 м над уровнем моря.

## Население
| 1869 | 1888 | 1895 | 1926 | 1939 | 1970 | 1989 |
| ---- | ---- | ---- | ---- | ---- | ---- | ---- |
| 266  | ↗289 | ↗322 | ↘177 | ↗370 | ↘264 | ↗372 |
| 2002 | 2010 | 2021 |      |      |      |      |
| ↗546 | ↗672 | ↘646 |      |      |      |      |

### Национальный состав
По данным Всероссийской переписи населения 2010 года — моноэтническое дидойское село.

## Улицы
В селе имеется одна улица — Центральная.